# Ahl El Ksar
Ahl El Ksar è un comune dell'Algeria, situato nella provincia di Bouira.